# Franz Wallack

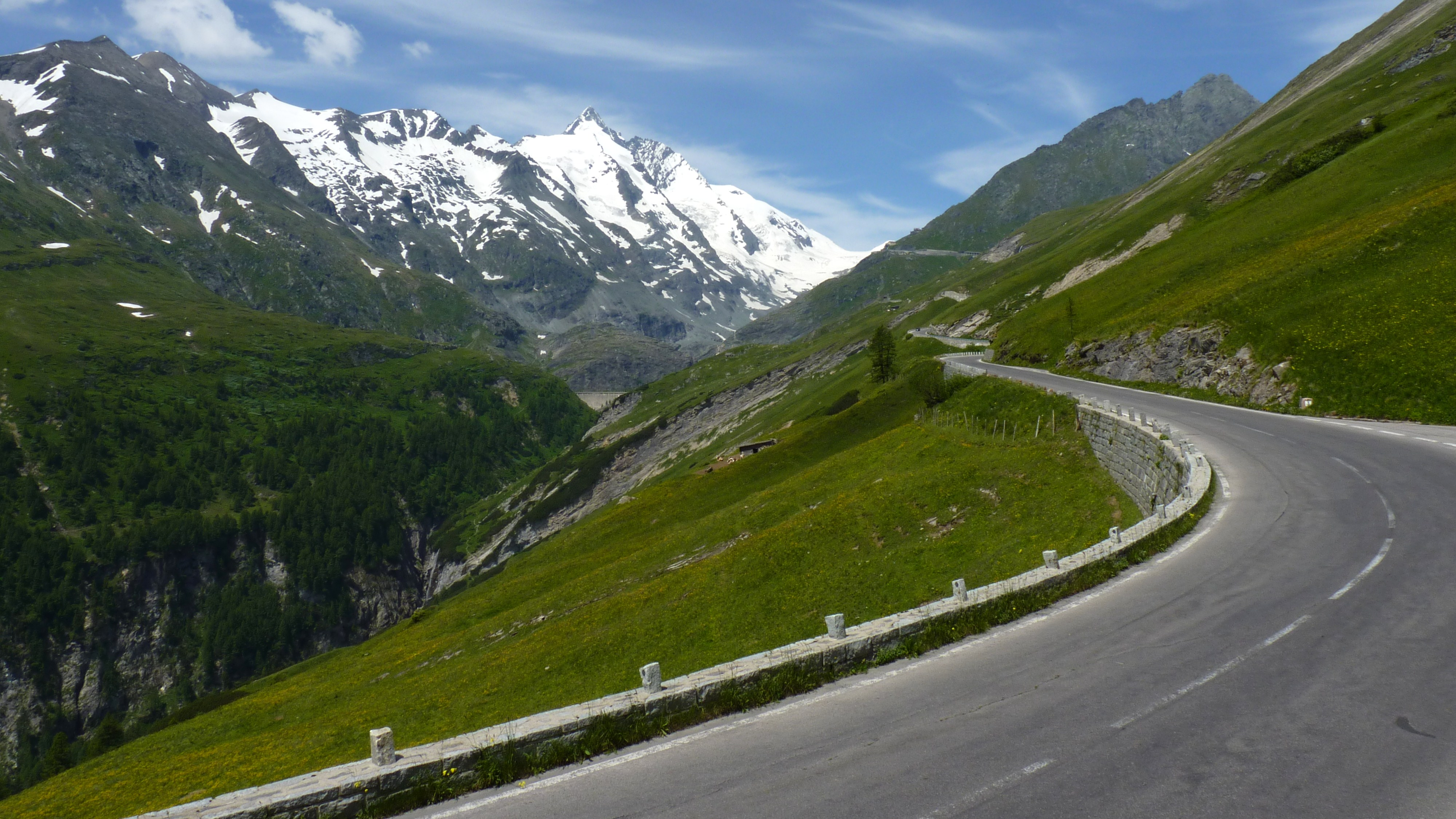
Großglockner-Hochalpenstraße (Blick Richtung Glockner)

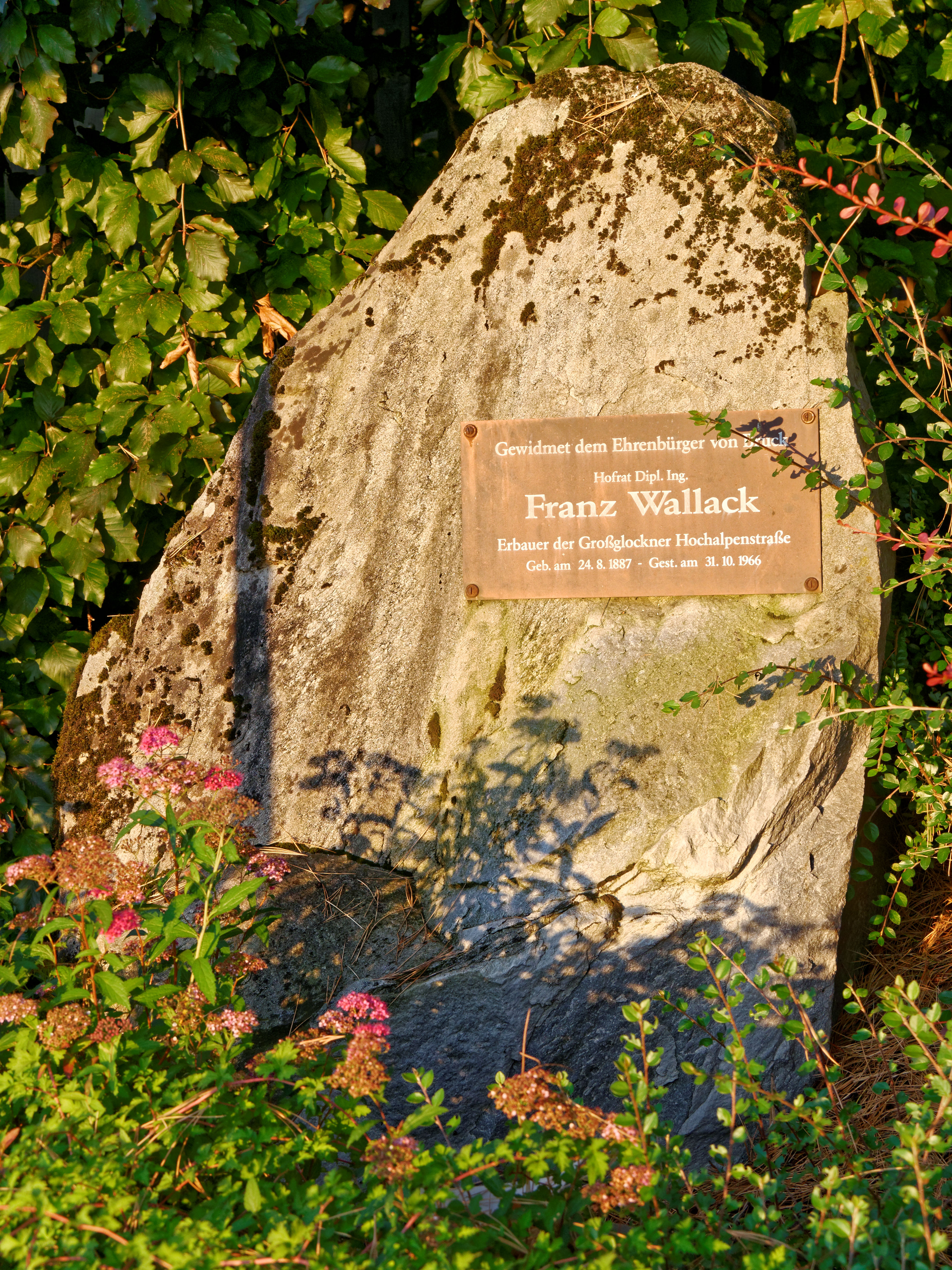
Gedenkstein in Bruck an der Großglocknerstraße

Franz Friedrich Wallack (* 24. August 1887 in Wien; † 31. Oktober 1966 in St. Johann im Pongau) war ein österreichischer Planer und Techniker.

## Leben
Bekannt ist Wallack durch die Planung und dem Bau der Großglockner-Hochalpenstraße zwischen Salzburg und Kärnten, die in den Jahren 1930–1935 gebaut wurde. Aber auch die Gerlos Alpenstraße sowie andere Gebirgsstraßen, Seilbahnen und Kraftwerke – etwa das Kraftwerk Mühldorf – plante er.
Wallack, der im Austrofaschismus Mitglied der Vaterländischen Front gewesen war, wurde in der darauffolgenden NS-Zeit Mitglied des Nationalsozialistischen Kraftfahrkorps. Er stellte auch mehrfach einen Antrag auf Aufnahme in die NSDAP, wurde aber wegen seiner Rotary-Mitgliedschaft abgewiesen.
Nach Beendigung des Baues blieb er bis zu seinem Tod im Vorstand der Großglockner Hochalpenstraßen AG.
Neben den Straßenbauten von Wallack sind auch die Anfang der 1950er Jahre von ihm entwickelten Rotationsschneepflüge „System Wallack“ zu erwähnen, die jährlich die Großglocknerstraße während des Aprils vom Schnee befreien, der zu der Zeit oft eine Höhe von acht Metern erreicht.

## Anerkennungen
- Ehrenbürger der Stadt Salzburg
- Ehrenbürger der Gemeinde Bruck an der Großglocknerstraße
- Ehrenbürger der Gemeinde Fusch an der Großglocknerstraße
- Ehrenbürger der Gemeinde Heiligenblut am Großglockner[4]
- 1952 Dr.-Karl-Renner-Preis[5][6]
- Neben der Fuscher Lacke wurde in einem alten Straßenwärterhaus ein Museum errichtet, das Franz Wallack und sein Werk darstellt.
- 1977 benannte man die Wallackgasse in Wien-Liesing nach ihm.
- Nach ihm wurde auch der in 2304 Meter Höhe auf Kärntner Seite an der Glocknerstraße gelegene Berggasthof Wallackhaus benannt.
- Gedenktafel mit Portraitrelief im Wiener Bundesrealgymnasium Waltergasse